# Sénat Scherf I

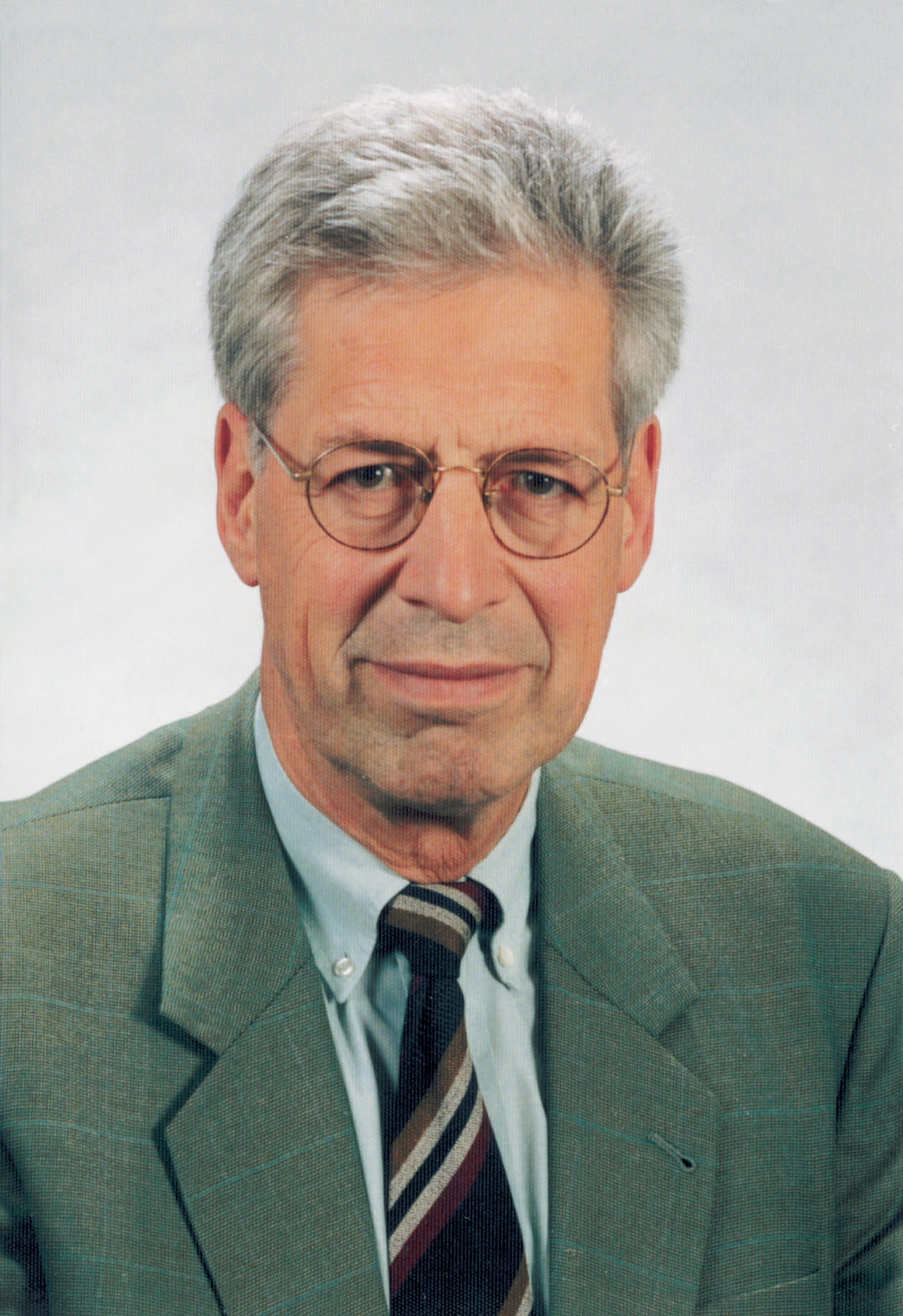
Henning Scherf. 1995–2005 Maire et président du Sénat de Brême.

Le sénat Scherf I (Senat Scherf I) était le gouvernement du Land de Brême du 4 juillet 1995 au 7 juillet 1999, durant la 14e législature du Bürgerschaft. Dirigé par le président du Sénat social-démocrate Henning Scherf, il était soutenu par une grande coalition entre le Parti social-démocrate d'Allemagne (SPD) et l'Union chrétienne-démocrate d'Allemagne (CDU).
Il fut formé à la suite des élections régionales du 14 mai 1995, au cours desquelles le SPD est arrivé à égalité avec la CDU, une situation inédite alors que les sociaux-démocrates dominent Brême depuis 1945. Ce résultat a poussé le président Klaus Wedemeier à la démission, et une primaire interne au parti a désigné Henning Scherf, sénateur depuis 1978, pour lui succéder.
La coalition ayant remporté les élections régionales du 6 juin 1999 en renforçant sa majorité, elle constitua le sénat Scherf II.

## Composition
| Portefeuille | Nom              | Nom                                    | Parti |
| --- | ---------------- | -------------------------------------- | ----- |
| Président du Sénat Sénateur pour la Justice et la Constitution Sénateur pour les Affaires ecclésiastiques Maire de Brême |                  | Henning Scherf                         | SPD   |
| Sénateur pour l'Intérieur                                                                                                |                  | Ralf Borttscheller                     | CDU   |
| Sénateur pour les Finances Vice-président du Sénat                                                                       |                  | Ulrich Nölle (jusqu'au 16.09.1997)     | CDU   |
| Sénateur pour les Finances Vice-président du Sénat                                                                       | Hartmut Perschau |                                        | CDU   |
| Sénateur pour les Ports, les Transports inter-régionaux et le Commerce extérieur Sénateur pour le Travail                |                  | Uwe Beckmeyer                          | SPD   |
| Sénateur pour l'Économie, les Petites et moyennes entreprises, la Technologie et les Affaires européennes                |                  | Hartmut Perschau (jusqu'au 08.10.1997) | CDU   |
| Sénateur pour l'Économie, les Petites et moyennes entreprises, la Technologie et les Affaires européennes                | Josef Hattig     |                                        | CDU   |
| Sénateur pour les Travaux publics, les Transports et le Développement urbain                                             |                  | Bernt Schulte                          | CDU   |
| Sénateur pour l'Éducation, la Science, la Culture et les Sports                                                          |                  | Bringfriede Kahrs                      | SPD   |
| Sénatrice pour les Femmes, la Santé, la Jeunesse, les Affaires sociales et la Protection de l'environnement              |                  | Christine Wischer                      | SPD   |